# Tenis na Letních olympijských hrách 1896
Tenis na Letních olympijských hrách 1896 v Athénách měl na programu soutěže mužské dvouhry a mužské čtyřhry. Ženy se nezúčastnily. Turnaj se hrál v období 8. až 11. dubna 1896. Probíhal na otevřených antukových dvorcích Athénského tenisového klubu a několik zápasů se odehrálo také na cyklistickém velodromu Neo Phaliron.
Olympijská událost představovala první oficiální tenisový turnaj v Řecku. Nastoupilo do něj třináct tenistů ze sedmi zemí, včetně sedmi Řeků. Pět páru ve čtyřhře bylo vytvořeno ze čtyř národností, včetně tří medailových dvojic.

## Olympijský turnaj

### Organizace

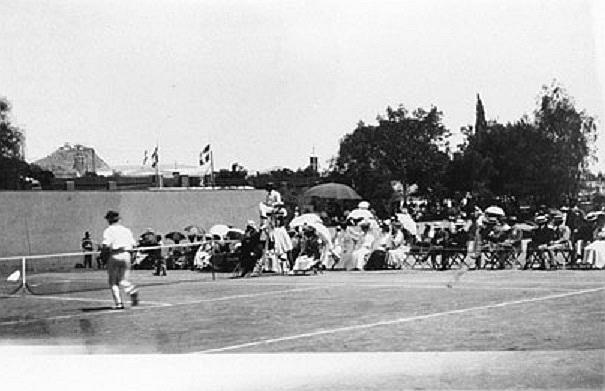
Finále dvouhry olympijského turnaje 1896

Pierre de Coubertin měl vztah k tenisu od počátků jeho moderní éry. Sám byl členem tenisové oddílu Puteaux Club a existuje fotografie, pravděpodobně z roku 1889, na níž hraje čtyřhru. Již druhý den pařížského mezinárodního kongresu v červnu 1894, který rozhodl o pořádání her, se delegáti zabývali záměrem zařazení cyklistických závodů a tenisu do jejich programu.
Členy Organizačního olympijského výboru, kteří se podíleli na pořádání tenisového turnaje, byli Thrasybulus Manos, Alexandros Mercatis a Konstantinos Manos. Prvním viceprezidentem oddílu se, od září 1895 do června 1896, stal Thrassiboulos Manos. Jeho syn Konstantinos Manos, tehdejší student v Oxfordu, měl zkušenosti s tenisovým prostředím z cest po Evropě a proto se stal hlavním poradcem v zajištění olympijské akce.
Mezi faktory nižší mezinárodní účasti se řadily tradičně komplikované francouzsko-německé vztahy, organizační problémy a malá iniciativa pořadatelů za hranicemi státu, stejně jako velká vzdálenost kombinovaná s pomalou a nákladnou dopravou.

#### Tisk a závěrečná zpráva
Minimálně tisk přinášel zprávy z tenisového turnaje. V oficiální zprávě Olympijských her však žádné údaje o tenisovém turnaji nebyly uvedeny. Až v anglickém překladu této zprávy z roku 1966 se objevily (na straně 48) výsledky obou finále: „dvouhra: 7–5, 6–4, 6–1; čtyřhra: 6–2, 6–4.“ Řadu let poté, se dané výsledky považovaly za správné, ač byly uvedeny chybně. Řada turnajových výsledků není známa.

### Sportoviště
Hlavním problémem byla absence sportoviště. První soukromé tenisové kurty vznikly v Athénách roku 1885. Pro olympijské hry byl v roce 1895 založen tenisový oddíl Athens Lawn Tennis Club (ALTC), v němž došlo v únoru 1896 ke zprovoznění tří antukových dvorců. Již v listopadu 1895 předsednictvo ALTC také požádalo Olympijský výbor o použití velodromu Neo Phaliron pro účely olympijského turnaje. Uvnitř oválu vznikly za částku 3 500 drachem antukové dvorce a několik zápasu na nich bylo odehráno. Důvod ke zvolenému řešení není s jistotou znám.
Podle dobových athénských novin Nea Efimeris byla událost rozehrána ráno 8. dubna 1896 na velodromu. Utkání v následujících dnech, včetně finále 11. dubna, pokračovaly v Athénském tenisovém klubu. Turnaj provázelo velmi chladné počasí ztěžující jeho průběh, když oddílu chybělo zázemí klubovny. Pro hráče měl být postaven velký stan cirkusového typu (jeho přítomnost ovšem zpochybnil např. J. MacAloon v knize The Great Symbol (1981) na základě fotografií).

### Účastníci

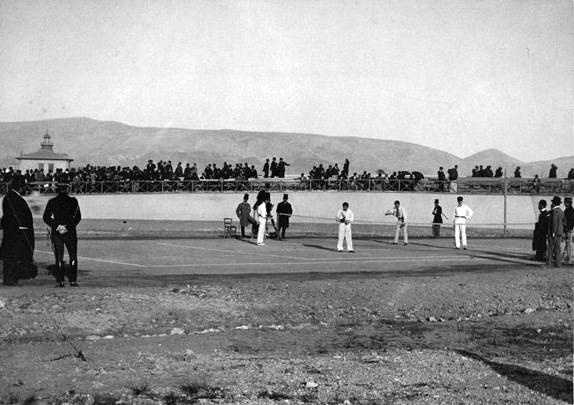
Finále čtyřhry olympijského turnaje 1896

Přestože tenis patřil k nejpopulárnějších sportům dané doby, nikoli však v Řecku, olympijského turnaje se nezúčastnil nikdo z nejlepších světových hráčů. Na hry tak nepřijeli wimbledonský vítěz Harold Mahony ani šampioni z Flushing Meadows Robert Wrenn, Wilfred Baddeley a další Američan William Larned.
Celkem nastoupilo třináct hráčů, z toho sedm Řeků, dva Britové a po jednom Australanovi, Francouzi, Maďaru a Němci. Ze sedmi řeckých tenistů pocházeli čtyři z klubu ALTC (Paspatis, Petrokokkinos, Rallis a Kasdaglis, Řek z egyptské Alexandrie), jeden z Panachaic Gymnastic Clubu (D. Frangopoulos) a dva z panhellénské gymnastické společnosti (Aristidis a Konstantinos Akratopoulosovi).
Organizátoři rozšířili startovní listinu o sportovce z jiných olympijských sportů. Turnaje se zúčatnili maďarský vzpěrač narozený v Jugoslávii a člen Národního gymnastického klubu Momcsilló Tapavicza, britský kladivář George S. Robertson, i běžci na 800 metrů – Australan Edwin Flack z Melbourneského tenisového klubu a Němec Friedrich Traun ze Sportovního klubu. Na hry zavítali také Francouz J. Defert z Racing Clubu a v Irsku narozený John Pius Boland.
Olympijský turnaj tak mohl být považován za první skutečně světovou tenisovou událost, když až do venkovního turnaje Letních olympijských her 1908 nehrálo nikdy více tenistů z většího počtu států. Robertson se na hrách zúčastnil také soutěží v kouli a disku. Později ke své účasti napsal: „Doma bych se neodvážil nastoupit do nejobyčenějšího turnaje“. Flack, který vyhrál dva běžecké závody, hrál dvouhru a čtyřhru se svým spolubydlícím z pokoje Robertsonem. Gordon k tomu uvedl, že byl možná k účasti svým přítelem vyzván. Tapavica startoval navíc v zápase, skoku do dálky a vzpírání.
Vítěz dvouhry i čtyřhry John Boland studoval, stejně jako Robertson, Oxfordskou univerzitu (právo). Jednalo se především o kriketistu, jenž na škole také soutěžil v ragby a tenise. Z univerzity se znal s Konstantinosem Manosem, členem Olympijského organizačního výboru. Verze, že měl původně do Athén přijet jen jako turista, je nepřesná. Ve svém deníku si 9. března 1895 poznamenal, že měl oxfordskou snídani s Konstantinosem Manosem, na které Řek projevil snahu propagovat olympijské hry v kruhu sportovních přátel Bolanda. Gillmeister v knize Olympisches Tennis z roku 1993 uvedl, že Boland mohl být v Athénách již měsíc před turnajem a trénovat.

#### Státy dle počtu hráčů
- Austrálie – 1
- Francie – 1
- Maďarsko – 1
- Německo – 1
- Řecko – 7
- Velká Británie – 2

## Přehled medailí

### Medailisté
Medaile v tabulce odpovídají rozhodnutí MOV, který retroaktivně potvrdil daný stav. V době konaní athénských her totiž vítězové získali stříbrné medaile, finalisté bronzové kovy a hráči, kteří se umístili na třetích pozicích nebyli oceněni.
| Soutěž         | Zlato                                                 | Stříbro                                                          | Bronz                                                |
| Mužská dvouhra | John Pius Boland · Velká Británie (GBR)               | Dionysios Kasdaglis · Řecko (GRE)                                | Konstantinos Paspatis · Řecko (GRE)                  |
| Mužská dvouhra | John Pius Boland · Velká Británie (GBR)               | Dionysios Kasdaglis · Řecko (GRE)                                | Momcsilló Tapavicza · Maďarsko (HUN)                 |
| Mužská čtyřhra | Smíšené družstvo · John Pius Boland · Friedrich Traun | Smíšené družstvo · Demetrios Petrokokkinos · Dionysios Kasdaglis | Smíšené družstvo · Edwin Flack · George S. Robertson |

Deblový pár Kasdaglis a Petrokokkinos byl hodnocen ve výsledkové listině MOV jako tým smíšený, tj. nepocházející z jedné země. Z listiny vyplývá, že Kasdaglis nastoupil do dvouhry za Řecko, kdežto Petrokokkinos, který nezískal žádnou medaili z dvouher, nebyl spojený se žádnou zemí ve statistice MOV. Nicméně, všechny dostupné zdroje udávají řeckou národnost tohoto hráče. Naopak Kasdaglis, který byl Řekem žijícím v egyptské Alexandrii, byl někdy uváděn jako egyptský hráč.
Francouzský tenista nezískal žádnou medaili, Australan a Němec jen jako součást smíšeného páru ve čtyřhře s hráčem z jiné země.

### Pořadí národů
| Pořadí | stát             | Zlato | Stříbro | Bronz | Celkově |
| 1.     | Smíšené družstvo | 1     | 1       | 1     | 3       |
| 2.     | Velká Británie   | 1     | 0       | 0     | 1       |
| 3.     | Řecko            | 0     | 1       | 1     | 2       |
| 4.     | Maďarsko         | 0     | 0       | 1     | 1       |